# 塞巴斯蒂安·巴赫曼
塞巴斯蒂安·巴赫曼（德語：Sebastian Bachmann，1986年11月24日—），德国男子击剑运动员。他曾代表德国参加2012年夏季奥林匹克运动会击剑比赛，获得男子团体花剑铜牌。